# Бархут
Бархут (араб. برهوت) — карстовий колодязь в регіоні Аль-Махра на сході Ємену. Він має на поверхні круглий вхід близько 30 м завширшки і сягає 112 м у глибину.

## Дослідження
Бархут згадується в хадисі пророка Магомета, наведеному в збірнику ат-Табарані «аль-Муджам аль-Кабір».
Згідно з місцевим фольклором, печера була створена як в'язниця для джинів, і за повір'ям вона могла засмоктати людей, які підходили надто близько. Вважалося, що навіть згадка про цю печеру могла накликати лихо.
Вперше печеру дослідила команда з дослідження печер Оману (OCET), яка досягла дна 15 вересня 2021 року. На кадрах, наданих Франс Прес, помітні печерні утворення — сталагміти та сірі та салатово-зелені печерні перлини, утворені крапельною водою. Спелеологи також повідомляють, що знайшли в печері змій, мертвих тварин і водоспади.
Спелеологи-аматори входили до карстової лійки і раніше, але досі ніхто не міг досягти дна, оскільки там мало кисню і світла та немає вентиляції. Для подальшого аналізу були зібрані зразки каміння, ґрунту, води та мертвих птахів, знайдених у печері.